# Tubérculo selar
El tubérculo selar (en latín: tuberculum sellae), también conocido como tubérculo de la silla turca, es una prominencia ósea situada en la cara superior del cuerpo del hueso esfenoides, localizada en la base del cráneo. Forma parte del límite anterior de la silla turca (sella turcica), una depresión ósea que alberga la glándula hipófisis. Esta estructura es de relevancia anatómica y clínica debido a su relación con diversas formaciones neurovasculares de la base craneal.

## Anatomía

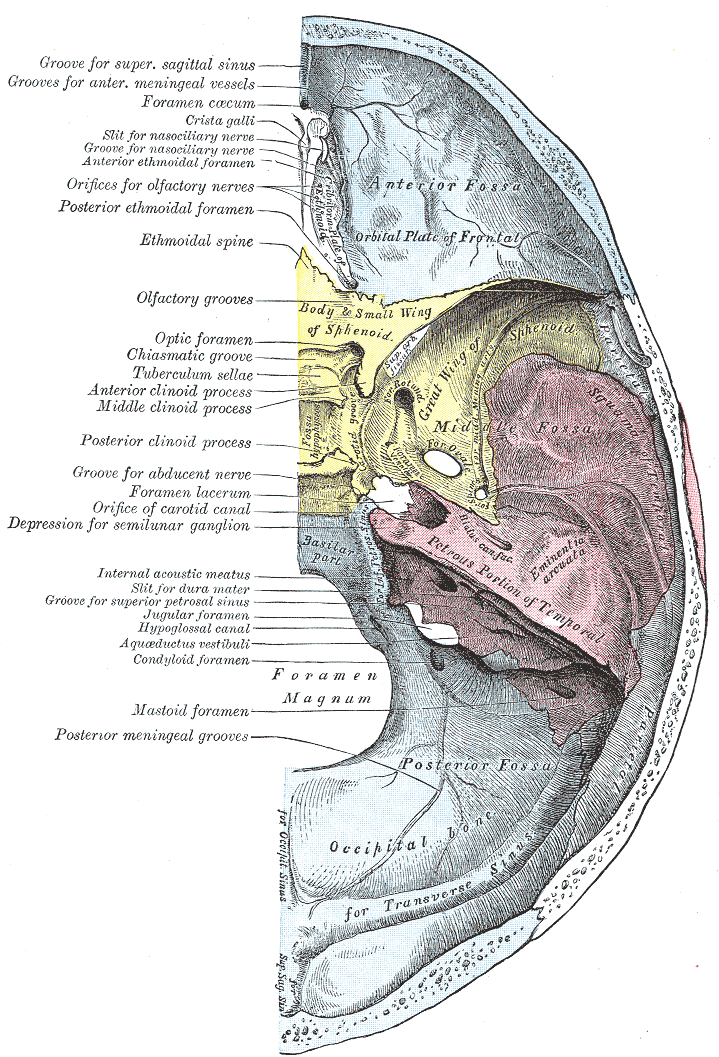
Base del cráneo. Cara superior. (El hueso esfenoides se ve en amarillo; el tubérculo selar está marcado a la derecha, el cuarto desde arriba en la sección amarilla).

Constituye el borde anterior de la silla turca, delimitando el extremo superior de la fosa hipofisaria. Se encuentra por detrás del surco prequiasmático y del canal óptico, y por delante del dorso de la silla turca. Está flanqueado lateralmente por los procesos clinoides anteriores, que a veces se continúan con el ala menor del esfenoides.
Esta prominencia presenta una forma variable, pudiendo ser más o menos marcada según el individuo. Su morfología puede observarse con claridad en cortes sagitales de tomografía computarizada o resonancia magnética de la base del cráneo.
Mantiene una estrecha relación con estructuras neurológicas y vasculares clave. Anterior a él se encuentran el quiasma óptico y los nervios ópticos, mientras que superiormente se localiza el tercer ventrículo. Inferiormente, se halla la glándula hipófisis en su fosa correspondiente. Lateralmente, el seno cavernoso y las arterias carótidas internas se sitúan próximos a esta región, lo que convierte a la silla turca en un punto de interés en intervenciones neuroquirúrgicas.

## Importancia clínica
Las variaciones en la forma del tubérculo selar y de la silla turca en su conjunto pueden ser indicativas de alteraciones endocrinas o neurológicas. Por ejemplo, una silla turca aplanada o agrandada puede asociarse con un síndrome de silla turca vacía o con tumores hipofisarios. La evaluación radiológica del tubérculo selar forma parte del análisis morfométrico en estudios de patologías hipofisarias.
Durante procedimientos neuroquirúrgicos transesfenoidales, el conocimiento detallado de esta estructura es fundamental para acceder de forma segura a la hipófisis sin comprometer estructuras vecinas.

## Estudio e identificación
El tubérculo selar puede visualizarse mediante estudios de imagen como la tomografía computarizada y la resonancia magnética. Estas técnicas permiten evaluar su forma, tamaño y relaciones con otras estructuras craneales. En anatomía comparada, estructuras similares han sido identificadas en otros mamíferos, aunque con variaciones morfológicas.      

## Biliografía
- Last's Anatomy (en inglés estadounidense). 2019. ISBN 978-0-7020-3395-7. Consultado el 29 de julio de 2025.
- Palani, Arun; Panigrahi, Manas K.; Purohit, Anirudh K. (2012). «Tuberculum sellae meningiomas: A series of 41 cases; surgical and ophthalmological outcomes with proposal of a new prognostic scoring system». Journal of Neurosciences in Rural Practice 3 (3): 286-293. ISSN 0976-3155. PMC 3505319. PMID 23188980. doi:10.4103/0976-3147.102608. Consultado el 29 de julio de 2025.

- Datos: Q7850860